# Elezioni parlamentari in Mali del 2013
Le elezioni parlamentari in Mali del 2013 si tennero il 24 novembre (primo turno) e il 15 dicembre (secondo turno) per il rinnovo dell'Assemblea nazionale.

## Risultati
| Liste                                                                                 | Voti      | % | Seggi |
| ------------------------------------------------------------------------------------- | --------- | - | ----- |
| Raggruppamento per il Mali (RPM)                                                      |           |   | 66    |
| Unione per la Repubblica e la Democrazia (URD)                                        |           |   | 17    |
| Alleanza per la Democrazia in Mali (ADEMA-PASJ)                                       |           |   | 16    |
| Forze Alternative per il Rinnovamento e l'Emergenza (FARE ANKA WULI)                  |           |   | 6     |
| Convergenza per lo Sviluppo del Mali (CODEM)                                          |           |   | 5     |
| Solidarietà Africana per la Democrazia e l'Indipendenza (SADI)                        |           |   | 5     |
| Congresso Nazionale per l'Iniziativa Democratica (CNID-FYT)                           |           |   | 4     |
| Partito per la Rinascita Nazionale (PARENA)                                           |           |   | 3     |
| Partito per lo Sviluppo Economico e la Solidarietà (PDES)                             |           |   | 3     |
| Movimento Patriottico per il Rinnovamento (MPR)                                       |           |   | 3     |
| Alleanza per la Solidarietà in Mali - Convergenza delle Forze Patriottiche (ASMA-CFP) |           |   | 3     |
| Alleanza Democratica per la Pace (ADP-MALIBA)                                         |           |   | 2     |
| Convenzione Social Democratica (CDS)                                                  |           |   | 2     |
| Movimento per l'Indipendenza, la Rinascita e l'Integrazione Africana (MIRIA)          |           |   | 2     |
| Unione Maliana del Raggruppamento Democratico Africano (UM-RDA FASO JIGI)             |           |   | 2     |
| Yelema                                                                                |           |   | 1     |
| Unione per la Democrazia e lo Sviluppo (UDD)                                          |           |   | 1     |
| Partito per la Restaurazione dei Valori Maliani (PRVM FASOKO)                         |           |   | 1     |
| Alleanza dei Patrioti per il Rinnovamento (APR)                                       |           |   | 1     |
| Raggruppamento per lo Sviluppo del Mali (RPDM)                                        |           |   | -     |
| Indipendenti                                                                          |           |   | 4     |
| Totale                                                                                | 2.414.474 |   | 147   |

### Risultati per circondario
| Circondario    | Seggi | Lista                                          |
| -------------- | ----- | ---------------------------------------------- |
| Abéïbara       | 1     | RPM                                            |
| Ansongo        | 2     | URD / PDES                                     |
| Bafoulabé      | 3     | RPM                                            |
| Bamako I       | 2     | CODEM / CNID-FYT                               |
| Bamako II      | 3     | RPM / CODEM                                    |
| Bamako III     | 1     | RPM                                            |
| Bamako IV      | 2     | RPM                                            |
| Bamako V       | 3     | RPM / ADP-MALIBA                               |
| Bamako VI      | 3     | RPM / UDD                                      |
| Banamba        | 2     | CNID-FYT / URD                                 |
| Bandiagara     | 3     | ADEMA-PASJ / CODEM / RPM                       |
| Bankass        | 3     | ASMA-CFP / URD / CODEM                         |
| Barouéli       | 3     | URD / Yelema / CNID-FYT                        |
| Bla            | 3     | RPM / FARE ANKA WULI                           |
| Bougouni       | 4     | CDS / URD / FARE ANKA WULI                     |
| Bourem         | 2     | UM-RDA FASO JIGI / RPM                         |
| Diéma          | 2     | ADEMA-PASJ / CNID-FYT                          |
| Dioïla         | 5     | RPM / URD / FARE ANKA WULI/ ADEMA-PASJ         |
| Diré           | 1     | URD                                            |
| Djenné         | 2     | URD                                            |
| Douentza       | 2     | URD /PDES                                      |
| Gao            | 3     | ADEMA-PASJ / ASMA-CFP                          |
| Goundam        | 2     | Indipendenti                                   |
| Gourma-Rharous | 1     | URD                                            |
| Kadiolo        | 2     | PARENA                                         |
| Kangaba        | 1     | RPM                                            |
| Kati           | 7     | RPM / ADEMA-PASJ                               |
| Kayes          | 5     | ADEMA-PASJ / URD / PRVM FASOKO / PDES / PARENA |
| Kéniéba        | 2     | RPM                                            |
| Kidal          | 1     | Indipendente                                   |
| Kita           | 4     | RPM                                            |
| Kolokani       | 3     | RPM / ADEMA-PASJ                               |
| Kolondiéba     | 2     | SADI                                           |
| Koro           | 4     | ADEMA-PASJ / CODEM / RPM                       |
| Koulikoro      | 2     | RPM                                            |
| Koutiala       | 6     | SADI / ADEMA-PASJ / URD / MPR                  |
| Macina         | 3     | ASMA-CFP                                       |
| Ménaka         | 1     | Indipendente                                   |
| Mopti          | 3     | RPM / APR / ADEMA-PASJ                         |
| Nara           | 3     | ADEMA-PASJ / ADP-MALIBA                        |
| Niafunké       | 2     | URD                                            |
| Niono          | 3     | RPDM / ADP-MALIBA                              |
| Nioro du Sahel | 3     | RPM / MPR / ADP-MALIBA                         |
| San            | 4     | RPM                                            |
| Ségou          | 7     | RPM / MIRIA / FARE ANKA WULI                   |
| Sikasso        | 7     | RPM / MPR / FARE ANKA WULI                     |
| Ténenkou       | 2     | RPM / URD                                      |
| Tessalit       | 1     | RPM                                            |
| Tin Essako     | 1     | RPM                                            |
| Tombouctu      | 1     | ADEMA-PASJ                                     |
| Tominian       | 3     | RPM / MIRIA / FARE ANKA WULI                   |
| Yanfolila      | 2     | RPM / ADEMA-PASJ                               |
| Yélimané       | 2     | ADEMA-PASJ / URD                               |
| Yorosso        | 2     | ADEMA-PASJ / RPM                               |
| Youwarou       | 1     | RPM                                            |